# Ctenus valverdiensis
Ctenus valverdiensis là một loài nhện trong họ Ctenidae.
Loài này thuộc chi Ctenus. Ctenus valverdiensis được miêu tả năm 1981 bởi Peck.